# ジェレミー・ブルーム
ジェレミー・ブルーム（Jeremy Bloom、1982年4月2日 - ）は、アメリカのフリースタイルスキー選手。NFL選手も目指したがレギュラーシーズンへの出場は果たせなかった。

## 略歴
コロラド大学1年次の2002年には、大学記録となる94ヤードのTDパスをキャッチした。また75ヤードのパントリターンTDもあげた。
フリースタイル・スキー男子モーグルのアメリカ代表選手としてトリノ五輪6位入賞や2003世界選手権優勝、2005ワールドカップ総合優勝など、スキー選手として優秀な成績を収めていた。
2006年のNFLドラフト5巡でフィラデルフィア・イーグルスに指名されて入団した。ポジションはワイドレシーバー。ミニキャンプでリターナーとして参加、トレーニングキャンプでハムストリングを痛めた。この負傷により故障者リスト入りし、そのシーズン絶望となった。2007年にイーグルスから解雇された。
2007年12月31日、プレーオフに出場するピッツバーグ・スティーラーズと契約した。2008年のトレーニングキャンプに参加したが同年8月25日に解雇された。
2008年11月にモーグルに復帰して、バンクーバー五輪を目指すことを発表した。

## 主な成績

### オリンピック
- 2006 トリノオリンピック, 6位
- 2002 ソルトレークシティオリンピック, 9位

### 世界選手権・ワールドカップ
- 2005 ワールドカップ総合優勝
- 2005 世界選手権3位入賞 (デュアルモーグル)
- 2003 ワールドカップ総合優勝
- 2003 世界選手権優勝 (デュアルモーグル)